# Gūynak
Gūynak (persiska: Gūy Nīk, گوینک) är en ort i Iran.   Den ligger i provinsen Nordkhorasan, i den nordöstra delen av landet, 600 km nordost om huvudstaden Teheran. Gūynak ligger 1 234 meter över havet och antalet invånare är 454.
Terrängen runt Gūynak är lite kuperad. Runt Gūynak är det ganska glesbefolkat, med 27 invånare per kvadratkilometer. Närmaste större samhälle är Rāz, 11,2 km sydost om Gūynak. Trakten runt Gūynak består i huvudsak av gräsmarker.